# Schwabersberg
Schwabersberg ist ein Ortsteil der Gemeinde Walpertskirchen im Landkreis Erding (Oberbayern, Bayern).

## Lage

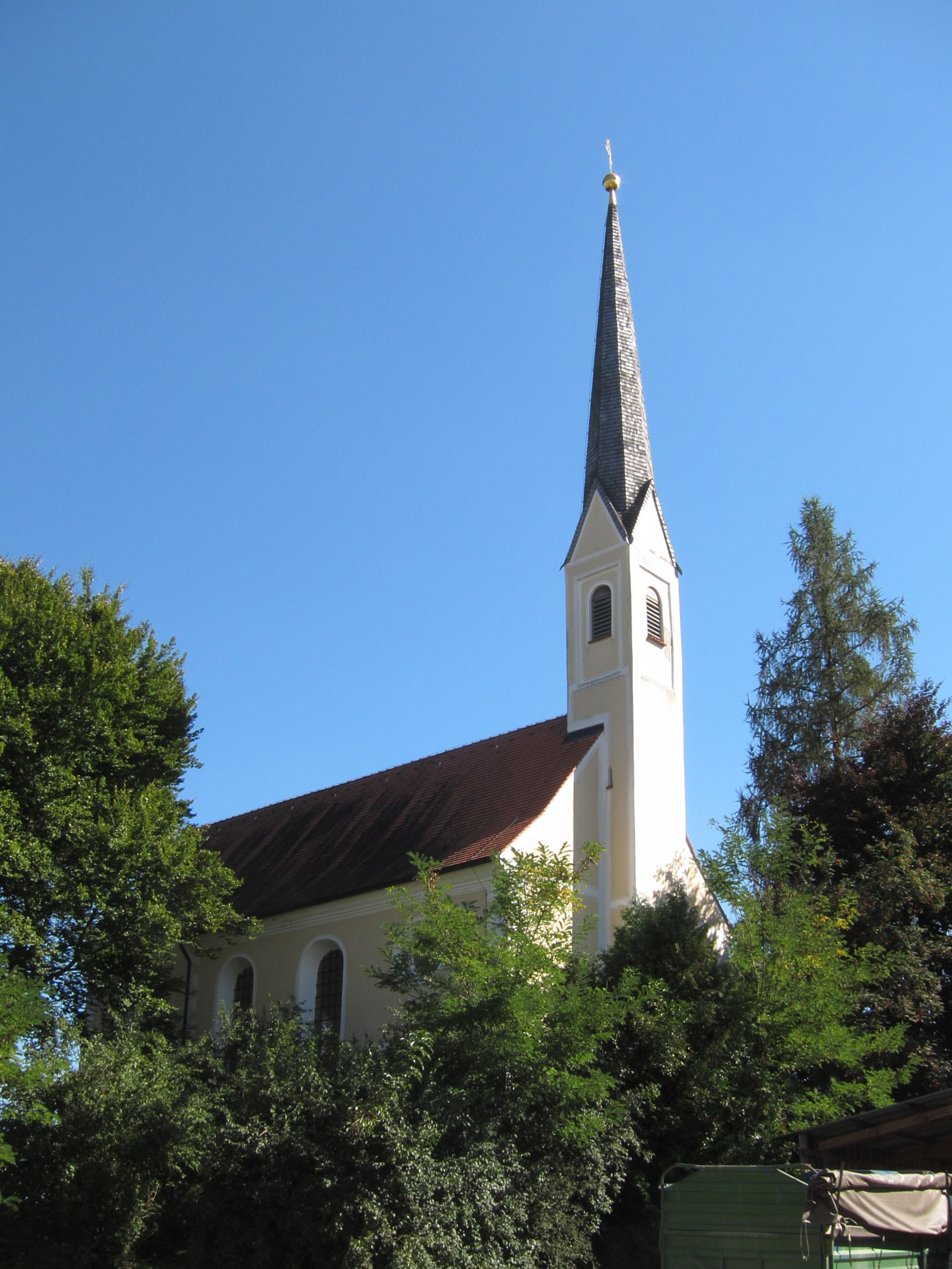
St. Florian (1680)

Die Einöde liegt rund zwei Kilometer nördlich von Walpertskirchen.

## Baudenkmal
Im Hof liegt die katholische [[St. Florian (Schwabersberg)<Filialkirche St. Florian]], eine barocke Saalkirche mit eingezogenem Rechteckchor und schmalem Spitzhelmturm, 1680 erbaut von Hans Kogler.